# DGTPアーゼ
dGTPアーゼ(dGTPase、EC 3.1.5.1)は、以下の化学反応を触媒する酵素である。
dGTP + 水{\displaystyle \rightleftharpoons }デオキシグアノシン + リン酸
従って、この酵素の基質はdGTPと水の2つ、生成物はデオキシグアノシンと三リン酸の2つである。
この酵素は加水分解酵素に分類され、特に三リン酸モノエステル結合に作用する。系統名は、dGTP トリホスホヒドロラーゼ(dGTP triphosphohydrolase)である。この酵素は、プリン代謝に関与している。

## 構造
2007年末時点で、4つの構造が解明されている。蛋白質構造データバンクのコードは、1HA3、2C77、2C78、2DQBである。